# Idaea brunnescens
Idaea brunnescens là một loài bướm đêm trong họ Geometridae.